# Grendon Bishop
Grendon Bishop est une paroisse civile et un village du Herefordshire, en Angleterre.